# Medvednica Nature Park
Medvednica Nature Park är en park i Kroatien. Den ligger i den norra delen av landet, 11 km norr om huvudstaden Zagreb. Medvednica Nature Park ligger 854 meter över havet.
Terrängen runt Medvednica Nature Park är huvudsakligen kuperad. Medvednica Nature Park ligger uppe på en höjd. Runt Medvednica Nature Park är det ganska glesbefolkat, med 24 invånare per kvadratkilometer. Närmaste större samhälle är Zagreb - Centar, 10,8 km söder om Medvednica Nature Park. Omgivningarna runt Medvednica Nature Park är en mosaik av jordbruksmark och naturlig växtlighet.